# Jorge Cao
Jorge Jesús Cao Blanco (Caibarién, 2 de enero de 1944) es un actor cubano nacionalizado colombiano, país en el que vive desde 1994.

## Biografía
Estudió arte dramático en La Habana en 1964, realizó un postgrado en el Instituto Superior de Arte Lunacharsky de Moscú y es profesor titular adjunto, título de la Facultad de Cine y TV, Instituto Superior de Arte de Cuba. 
Incursionó en el teatro en obras como: Melodía Marsoviana de Leonid Zorin, Cyrano de Bergerac de Rostand, El burgués gentilhombre de Molière, El Chino de Carlos Felipe, Fulgor y muerte de Joaquín Murrieta de Pablo Neruda, El día que me quieras de José Ignacio Cabrujas, entre otras.
Participó en el cine en películas como: Plaf de Juan Carlos Tabio, Adorables mentiras de Gerardo Chijona, Sueño Tango de Guillermo Centeno, Amores de Lidia Mosquera, Puertas cerradas de Emilio Alcalde y muchas más.
También trabajó en series televisivas cubanas como Shiralad antes de emigrar a Colombia.
Recibió muchos premios como actor de cine y televisión en: Vanguardia Nacional de la Cultura Cubana (1985 - 1987), Premio al Mejor Actor de Reparto en el Festival Latino de Nueva York por Plaff (1987), Premio India Catalina al Mejor Actor Extranjero, Cartagena de Indias (Colombia) (1996), Nominado al Premio INTE, como Mejor Actor de Reparto por La venganza, Premio a villano favorito, por El último matrimonio feliz (2009).
Sufrió un infarto en febrero de 2011, del que se recuperó satisfactoriamente.

## Filmografía

### Televisión
| Año       | Título                        | Personaje                   | Rol                   | Cadena              | País                                            |
| --------- | ----------------------------- | --------------------------- | --------------------- | ------------------- | ----------------------------------------------- |
| 1995      | Pecado santo                  | Monseñor Greco              | Protagonista          | TeVecine            | Bandera de Colombia                             |
| 1995-1996 | La sombra del deseo           | Ignacio Noguera             | Estelar               | Caracol Televisión  | Bandera de Colombia                             |
| 1997      | La mujer del presidente       | Francisco de Paula Acero    | Antagonista Principal | Caracol Televisión  | Bandera de Colombia                             |
| 1998-1999 | Corazón prohibido             | Manuel Torrado              | Antagonista           | Canal A             | Bandera de Colombia                             |
| 2000-2001 | Amantes de luna llena         | León Rigores                | Antagonista           | Venevisión          | Bandera de Venezuela                            |
| 2002-2003 | La venganza                   | Fernando Valerio            | Antagonista-Estelar   | Telemundo           | Bandera de Estados Unidos · Bandera de Colombia |
| 2003-2004 | Pasión de gavilanes           | Don Martín Acevedo          | Estelar               | Telemundo           | Bandera de Estados Unidos · Bandera de Colombia |
| 2004-2005 | Te voy a enseñar a querer     | Milciades Contreras         | Antagonista           | Telemundo           | Bandera de Estados Unidos · Bandera de Colombia |
| 2006-2007 | Amores de mercado             | Néstor Savater              | Antagonista           | Telemundo           | Bandera de Estados Unidos                       |
| 2007      | El Zorro: la espada y la rosa | Padre Tomas Villarte        | Estelar               | Telemundo           | Bandera de Colombia                             |
| 2007      | Tiempo final                  | Director                    | Fox Premium           | Bandera de Colombia |                                                 |
| 2008-2009 | El último matrimonio feliz    | Manuel Gómez                | Antagonista           | Canal RCN           | Bandera de Colombia                             |
| 2010-2011 | A corazón abierto             | Dr. Ricardo Cepeda          | Coprotagonista        | Canal RCN           | Bandera de Colombia                             |
| 2012      | El laberinto                  | Francisco de Paula Acero    | Antagonista           | Caracol Televisión  | Bandera de Colombia                             |
| 2012-2013 | ¿Quién eres tú?               | Don Antonio Esquivel        | Antagonista           | Univisión           | Bandera de Estados Unidos                       |
| 2014-2015 | Secretos del paraíso          | Guillermo Soler             | Antagonista           | Canal RCN           | Bandera de Colombia                             |
| 2016      | Sinú, río de pasiones         | Carlos Puello alias El Mago | Antagonista           | Caracol Televisión  | Bandera de Colombia                             |
| 2018-2019 | La ley del corazón 2          | Alonso Olarte               | Antagonista           | Canal RCN           | Bandera de Colombia                             |

### Largometrajes
- Plácido
- Tropicana
- Adorables mentiras
- Me alquilo para soñar
- La última rumba
- Derecho de asilo
- Sueño tango
- Enigma
- Amores
- Puerta cerrada
- El cristo de plata
- El último carnaval
- Los iniciados[2]
- Asalto al mayor[3]
- Los iniciados:  el diario de las sombras[4]

## Premios y nominaciones

### Premios TVyNovelas
| Año  | Categoría                            | Telenovela                 | Resultado |
| ---- | ------------------------------------ | -------------------------- | --------- |
| 2015 | Mejor actor antagónico de telenovela | Secretos del paraíso       | Nominado  |
| 2012 | Mejor actor de reparto de serie      | A corazón abierto 2        | Nominado  |
| 2009 | Mejor actor antagónico               | El último matrimonio feliz | Ganador   |
| 2004 | Mejor actor antagónico               | La venganza                | Ganador   |
| 2004 | Mejor actor de reparto               | Pasión de gavilanes        | Ganador   |
| 2003 | Mejor actor de reparto               | El precio del silencio     | Nominado  |
| 1998 | Mejor actor antagónico               | La mujer del presidente    | Nominado  |

### Premios India Catalina
| Año  | Categoría                                    | Telenovela o serie   | Resultado |
| ---- | -------------------------------------------- | -------------------- | --------- |
| 2019 | Mejor actor antagónico de telenovela o serie | La ley del corazón 2 | Ganador   |
| 1996 | Mejor actor extranjero                       | Pecado santo         | Ganador   |

### Talento Caracol
| Año  | Categoría              | Telenovela o serie  | Resultado |
| ---- | ---------------------- | ------------------- | --------- |
| 2005 | Mejor actor de reparto | Pasión de gavilanes | Ganador   |

### Otros premios
- Premio A.C.E. Latín Ace Award a la trayectoria artística.
- Premio FYMTI Iberoamericano a la trayectoria artística.
- Placa Sweet como mejor actor de reparto por la telenovela Pasión de Gavilanes. Colombia.
- Premio MARA Internacional de platino a toda una vida.
- Placa Caracol por trayectoria profesional.
- Premio INTE Iberoamericano como mejor actor de reparto por Pasión de Gavilanes.
- Premio de la Televisión Búlgara como mejor villano de telenovela extrajera La Venganza.
- Premio MARA Internacional como mejor actor extranjero por la telenovela La Venganza.
- Premio A.C.E. Latín Ace Award por mejor actuación masculina por la telenovela La Venganza.
- Gran Premio MARA al mejor primer actor por la telenovela Amantes de Luna Llena. Venezuela.
- Premio Palmas de Oro al mejor primer actor extranjero La Mujer del Presidente. México.
- Gran Águila de Venezuela al mejor actor internacional del siglo, Premio Especial. Venezuela.
- Premio El Gran sol de México como mejor actor de telenovela extranjera La Mujer del Presidente. 2000, Círculo Nacional de Periodistas. México.
- Premio Gran Águila de Oro al primer actor por La Mujer del Presidente. Venezuela.
- Premio MARA Internacional al primer actor por La Mujer del Presidente. Venezuela.
- Premio India Catalina como mejor actor extranjero por Pecado Santo. Colombia.
- Premio ACPE como mejor artista extranjero por Pecado Santo. Colombia.
- Premio como mejor actor Latinoamericano, PRIMER FESTIVAL IBEROAMERICANO de Televisión y Video por Pecado Santo. La Habana, Cuba
- Premio UNEAC para la televisión por SHIRALAD de José Luis Jiménez
- Premio UNEAC al mejor actor por DESAMPARADOS de Alberto Pedro Torriente.
- Premio UNEAC mención al mejor actor por EL DIA QUE ME QUIERAS de José Ignacio Cabrujas.
- Premio al mejor actor de reparto en el FESTIVAL LATINO DE NUEVA YORK por PLAFF (cine).
- Premio UNEAC mención al mejor actor por EJERCICIO PARA UN ACTOR.
- ORDEN RAUL GOMEZ GARCIA por más de 25 años en el sector artístico.
- VANGUARDIA NACIONAL DE LA CULTURA.
- Premio mención de la UNION DE ESCRITORES Y ARTISTA DE CUBA (UNEAC) por HA LLEGADO UN INSPECTOR de Priesley.
- Premio al mejor actor masculino en el FESTIVAL INTERNACIONAL DE TEATRO INFANTIL y JUVENIL de La Habana por TRES EN UN ZAPATO de Karla Barro.